# Shugui
Shugui (kinesiska: 树贵, 树贵苏木) är en socken i Kina. Den ligger i den autonoma regionen Inre Mongoliet, i den norra delen av landet, omkring 730 kilometer väster om regionhuvudstaden Hohhot.
Genomsnittlig årsnederbörd är 178 millimeter. Den regnigaste månaden är juli, med i genomsnitt 48 mm nederbörd, och den torraste är december, med 1 mm nederbörd.